# 화살게

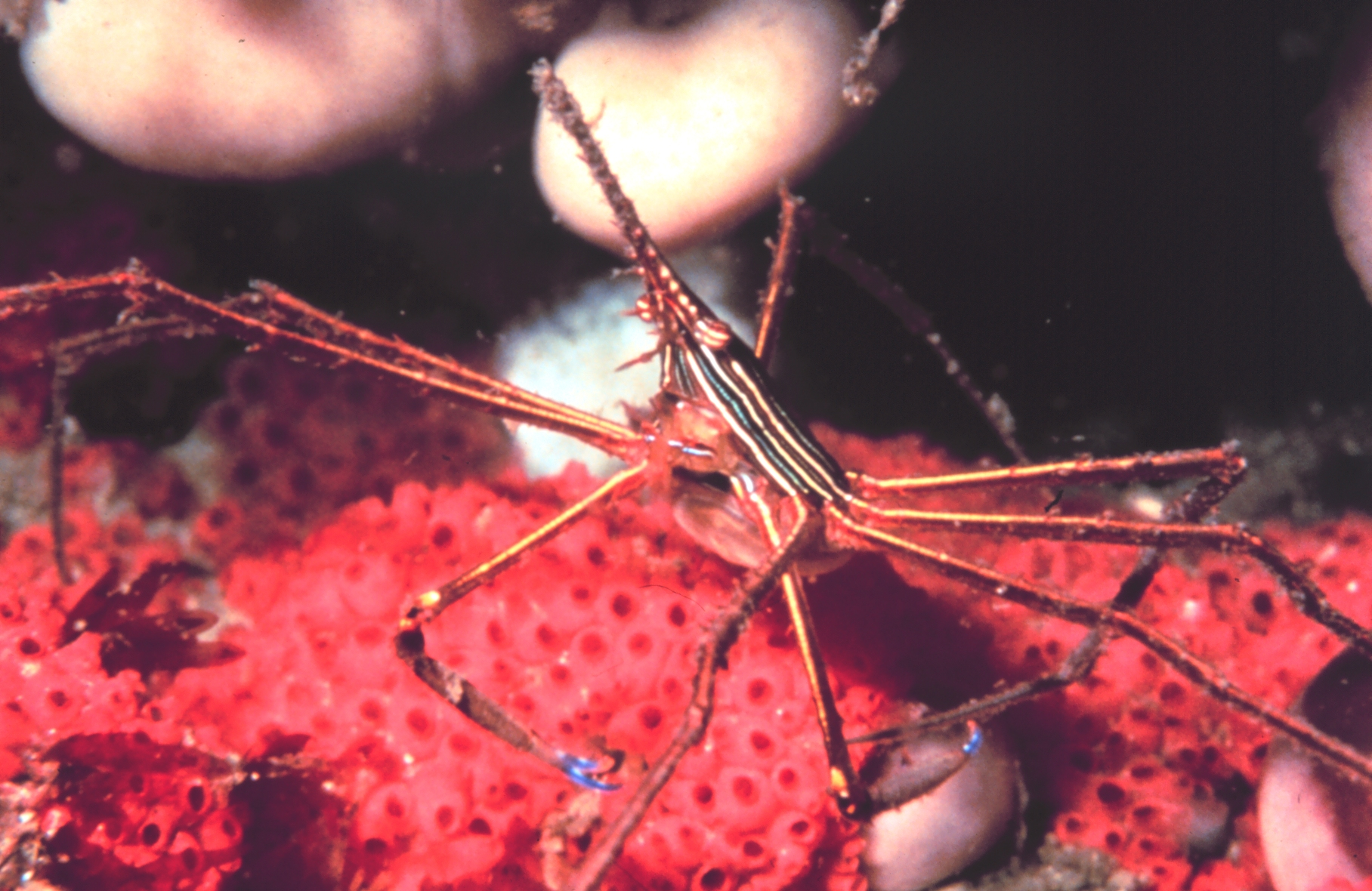

화살게는 바닷게의 종류 중 하나이다. 화살게의 몸은 삼각형이고 노란색이며, 이마뿔은 톱니 모양의 모서리로 되어있다. 다리는 길고 얇으며, 등딱지는 6cm정도 된다.